# 平成2年台風第19号
平成2年台風第19号（へいせい2ねんたいふうだい19ごう、国際名：フロー/Flo）は、1990年9月に紀伊半島に上陸し、日本列島を縦断して大きな被害を出した台風である。台風は秋雨前線を刺激したため、風害もさることながら大雨による災害が目立った。

## 概要

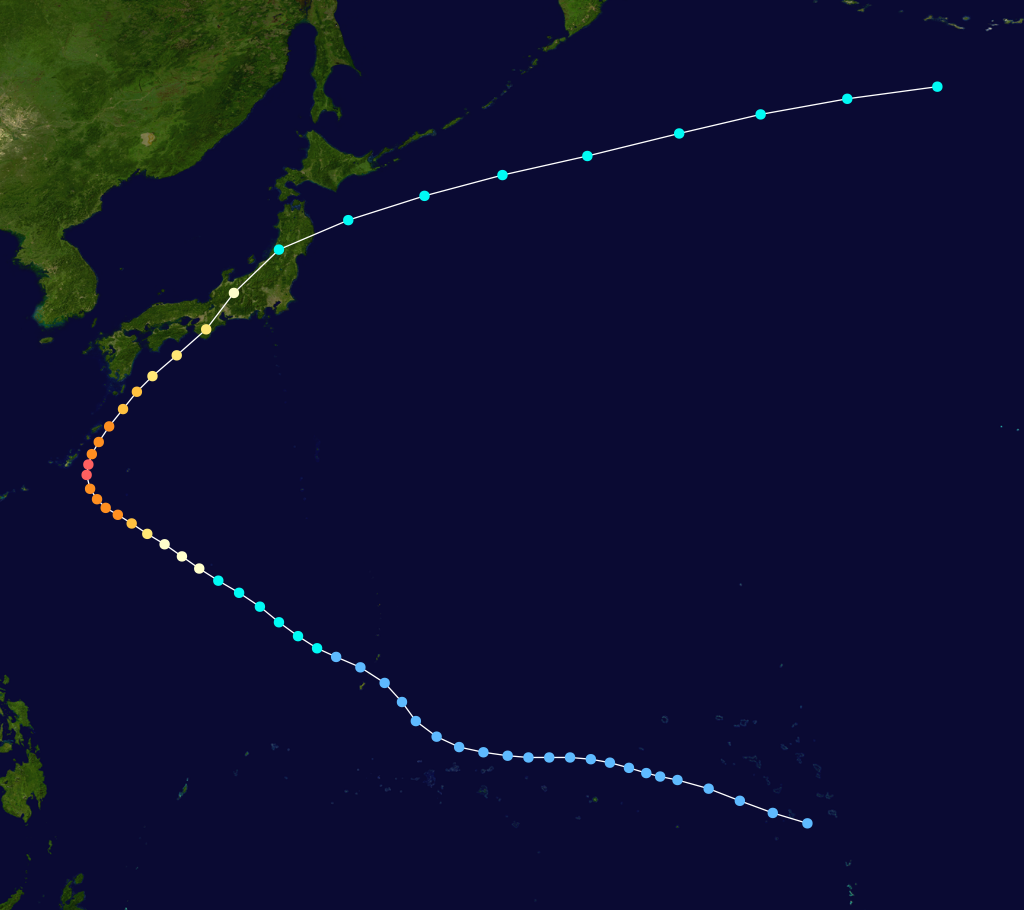
進路図

1990年9月13日9時に、グアム島の南東海上で発生した台風19号は、発達しながら北西へ進み、17日には沖縄の南東海上で急激に成長し、中心気圧890hPa・最大風速60m/sという猛烈な勢力となった。ちなみに、ピーク時の最低気圧は、速報段階では910hPaとされていたが、後に米軍機の観測によるデータによって、890hPaに訂正された。900hPa未満の中心気圧が観測されたのは、1987年の台風9号以来であった。その後台風は北東に進み、19日20時過ぎ、中心気圧945hPa・最大風速45m/sという非常に強い勢力で、和歌山県白浜町付近に上陸。当初は18日にも西日本に上陸するという予想であったが、進行速度が落ちたために19日の20時過ぎにもつれ込んだ。そして、勢力を次第に弱めながら北陸地方・東北地方を経て、20日12時前に岩手県宮古市付近から三陸沖へ進み、温帯低気圧へと変わった。
この台風は、気象庁の観測では平成に入って最強の台風の1つでもあったため、気象庁は1961年の第2室戸台風以来となる強い台風として警戒を呼びかけた。
その一方で、11から15日にかけて、秋雨前線が本州上をゆっくりと南下したため、前線が台風に刺激されて活動が活発化し、一部で雷や竜巻を伴った大雨となった。栃木県壬生町・宇都宮市では台風に誘発されて発生した竜巻により、全半壊67棟、負傷者25人の被害となった。台風が沖縄近海に達した17日頃から、九州地方や四国地方、紀伊半島などで強い雨が降りだし、台風が通過する20日まで、鹿児島県（特に奄美大島）や岡山県などを中心に全国各地で大雨が降り、それに伴う災害が発生。高知県では1時間に70mmを超える激しい雨が降ったほか、期間降水量は、四国地方や紀伊半島の山沿いの一部で900～1,100mmに達し、兵庫県豊岡市で515.5mm、愛媛県伊予三島市で569mmとなったほか、四国地方や中国地方、近畿地方や東海地方の広い範囲で平野部でも200～400mmに達した。また東北地方でも、北部を中心に期間降水量が200～300mmになった。 
台風が強い勢力で通過したため、高知県室戸市室戸岬で最大風速43.3m/s（最大瞬間風速61.2m/s）を記録したほか、南西諸島や九州地方から東海地方にかけて、一部で最大風速が20～30m/sとなった。20日には、静岡県石廊崎で8.07ｍの有義波高を観測している。
ちなみに、同じく「台風19号」である、この翌年の台風が一般的に「風台風」とされているのに対して、こちらは「雨台風」であったというイメージが浸透しているが、両方共に混同されやすい。
なお、この年は太平洋高気圧の勢力が例年以上に強く、秋以降になっても後退しなかったため記録的な暖秋となっていた。そのため、台風が日本列島に接近しやすい状態になっており、台風19号が上陸した11日後の9月30日には台風20号、10月8日には台風21号、12月間近の11月30日には台風28号が類似する進路でそれぞれ和歌山県に上陸した。
| 順位 | 台風               | 国際名  | 年     | 最大風速 (kt) |
| ---- | ------------------ | ------- | ------ | ------------- |
| 1    | 昭和54年台風第20号 | Tip     | 1979年 | 140           |
| 2    | 平成25年台風第30号 | Haiyan  | 2013年 | 125           |
| 2    | 平成22年台風第13号 | Megi    | 2010年 | 125           |
| 2    | 昭和57年台風第10号 | Bess    | 1982年 | 125           |
| 5    | 令和3年台風第2号   | Surigae | 2021年 | 120           |
| 5    | 令和2年台風第19号  | Goni    | 2020年 | 120           |
| 5    | 平成28年台風第14号 | Meranti | 2016年 | 120           |
| 5    | 平成3年台風第28号  | Yuri    | 1991年 | 120           |
| 5    | 平成2年台風第19号  | Flo     | 1990年 | 120           |
| 5    | 昭和61年台風第3号  | Lola    | 1986年 | 120           |
| 5    | 昭和60年台風第22号 | Dot     | 1985年 | 120           |
| 5    | 昭和59年台風第22号 | Vanessa | 1984年 | 120           |
| 5    | 昭和58年台風第5号  | Abby    | 1983年 | 120           |
| 5    | 昭和57年台風第21号 | Mac     | 1982年 | 120           |
| 5    | 昭和56年台風第22号 | Elsie   | 1981年 | 120           |
| 5    | 昭和55年台風第19号 | Wynne   | 1980年 | 120           |
| 5    | 昭和53年台風第26号 | Rita    | 1978年 | 120           |

## 被害
- 死者: 42人[2]
- 不明者: 2人[2]
- 負傷者: 197人[2]
- 住家全壊: 240棟
- 住家半壊: 816棟
- 床上浸水: 8,333棟
- 床下浸水: 58,029棟
- 河川氾濫：17,000箇所[3]
- 土砂崩れ：2,200箇所[3]
- 被害を受けた耕地：41,954ha[5]
- 船舶被害：413隻[5]
- 被害総額：1,322億円[5]